# Clark Dean

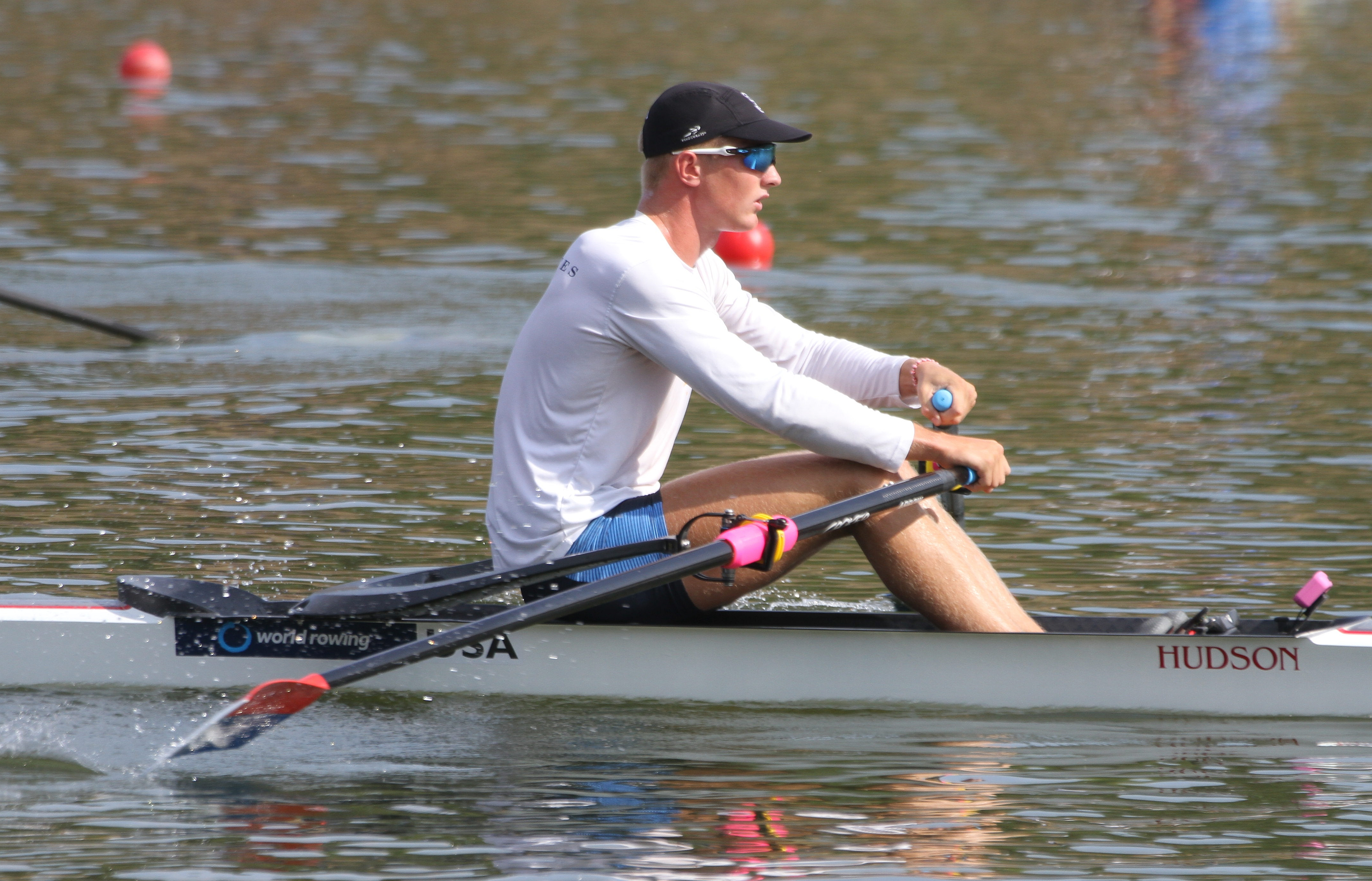
Clark Dean im Einer bei den Juniorenweltmeisterschaften 2018

Clark Dean (* 3. Februar 2000 in Sarasota) ist ein Ruderer aus den Vereinigten Staaten. Er war 2024 Olympiadritter im Achter.

## Sportliche Karriere
Dean graduierte 2023 im Fach Geschichte an der Harvard University, für deren Team er auch ruderte. Nach seiner Graduierung trat er für die Boston Rowing Federation an.
Dean wurde bei den Junioren-Weltmeisterschaften 2016 in Rotterdam Dritter im Doppelvierer. Im Jahr darauf siegte er bei den Juniorenweltmeisterschaften 2017 in Trakai im Einer und wurde Sechster mit dem Vierer mit Steuermann. Bei den Juniorenweltmeisterschaften 2018 in Račice u Štětí verteidigte er seinen Titel im Einer erfolgreich.
2019 nahm Dean erstmals an Weltmeisterschaften in der Erwachsenenklasse teil und wurde Fünfter im Vierer ohne Steuermann. Bei den erst 2021 ausgetragenen Olympischen Spielen in Tokio bildeten Andrew Reed, Anders Weiss, Michael Grady und Clark Dean den Vierer der Vereinigten Staaten. Die Crew erreichte das A-Finale und überquerte die Ziellinie als Fünfte.
Bei den Weltmeisterschaften 2023 in Belgrad ruderte der Achter aus den Vereinigten Staaten in der Besetzung Henry Hollingsworth, Clark Dean, Oliver Bub, Peter Chatain, Christopher Carlson, Alexander Hedge, Ezra Carlson, Pieter Quinton und Steuermann James Catalano. Die Crew belegte den sechsten Platz mit 0,79 Sekunden Rückstand auf den fünftplatzierten Deutschland-Achter, nur die ersten fünf Achter waren direkt für die Olympischen Spiele 2024 qualifiziert.
Am 21. Mai 2024 gewann der US-Achter in Luzern die Qualifikationsregatta der letzten Chance. In Luzern bestand die Besatzung aus Henry Hollingsworth, Nicholas Rusher, Christian Tabash, Clark Dean, Christopher Carlson, Peter Chatain, Evan Olson, Pieter Quinton und Steuermann Rielly Milne. In dieser Besetzung trat der Achter auch bei den Olympischen Spielen in Paris an. Dort siegte der britische Achter vor den Niederländern, 1,36 Sekunden dahinter überquerte das Boot aus den Vereinigten Staaten die Ziellinie. Die viertplatzierten Deutschen kamen viereinhalb Sekunden später ins Ziel.